# ユ・スヨン
ユ・スヨン（유수영、SU YOUNG YOU、1995年12月11日 - ）は、韓国の男性総合格闘家。第10代DEEPバンタム級王者。現BLACK COMBATバンタム級王者。元Naiza FCバンタム級王者。元BLACK COMBATライト級・フェザー級王者。BLACK COMBAT3階級制覇王者。
京畿道光明市出身。軍浦本州知事（VON柔術）所属。ブラジリアン柔術黒帯。韓国柔術界史上最年少24歳で黒帯を獲得。

## 来歴
柔術をする前はサンボを1年ほど経験。軍浦市に移住した際に本格的に柔術を始める。

18歳でMMAデビュー。デビュー戦で負けた後、軍隊に入隊。軍生活を終えてから本格的なプロ格闘家としてのトレーニングを始めた。
2022年6月18日、Black Combat 2のBLACK COMBATライト級王座決定戦でキム・ジョンギュンと対戦。この試合は72.2kgのキャッチウェイトで行われ、判定勝利を収め王座を獲得した。
2022年9月23日、カザフスタンのNaiza FC 44のNFCバンタム級王座決定戦でアイディン・コードコフと対戦し、肩固めにより勝利し王座獲得に成功。
2022年12月31日、Black Combat 4のBLACK COMBATフェザー級王座決定戦でイ・ジンセと対戦し、判定勝利を収め王座を獲得した。
2023年7月22日、Black Combat 7のBLACK COMBATバンタム級王座決定戦でキム・ドンギュと対戦。肩固めにより一本を取るが、スヨンが体重超過をしたため無効試合となった。
2023年9月18日、DEEP 115 IMPACT～DEEP vs BLACK COMBAT～のDEEP&BLACK COMBATバンタム級ダブルタイトルマッチで1ヶ月前に第8代DEEPバンタム級王者ビクター・ヘンリーの王座返上に伴い暫定王者から第9代DEEPバンタム級王者に正規認定したばかりの石司晃一と対戦し、1RにバックマウントからのパウンドでTKO勝利し、王座獲得に成功。
2023年12月21日、カザフスタンのNaiza FC 56のNFCバンタム級タイトルマッチでダスタン・アマンゲルディと対戦。アマンゲルディが計量で100gオーバーしたもののギャラをスヨンに10％支払うことで合意。2Rにスヨンの金的にキックが入り試合が数分間中断されるが続行され、3RにパウンドでTKO負けを喫し王座から陥落した。
2024年1月20日、Black Combat 10で元ROAD FCバンタム級王者のキム・ミンウと対戦。3R戦い抜きドロー判定となり延長Rに突入するもスヨンの右ローキックがキム・ミンウの金的に入り、そのまま回復せず無効試合となった。
2024年3月30日、防衛戦の目処が立たないことからDEEPバンタム級王座を返上した。
2024年11月23日、UFC Fight Night: Yan vs. FigueiredoのRoad to UFCバンタム級決勝でバーエゴン・ジェライスーと対戦。テイクダウンとグラウンドだけでなくコンパクトな打撃で試合を支配し、判定勝利を収めRTUバンタム級優勝となった。

## ファイトスタイル
柔術によるグラウンド展開が得意で、グラップリング技術や、ポジションキープにおいては韓国国内においても屈指のレベル。ライト級、フェザー級と階級を問わず実力を発揮できる。
主な戦法は、シングル・ダブルなどのテイクダウンとポジションキープ。
相手がテイクダウンに警戒している所に効果的に打撃を入れる。

## 人物・エピソード
ハビブ・ヌルマゴメドフが好きで、入場曲を同じものにしパパーハを被って入場することもあり、戦い方もハビブを参考にしている。

## 戦績

### プロ総合格闘技
| 総合格闘技 戦績 | 総合格闘技 戦績 | 総合格闘技 戦績 | 総合格闘技 戦績 | 総合格闘技 戦績 | 総合格闘技 戦績 | 総合格闘技 戦績 |
| --------------- | --------------- | --------------- | --------------- | --------------- | --------------- | --------------- |
| 20 試合         | (T)KO           | 一本            | 判定            | その他          | 引き分け        | 無効試合        |
| 15 勝           | 3               | 5               | 7               | 0               | 0               | 2               |
| 3 敗            | 1               | 0               | 2               | 0               | 0               | 2               |

| 勝敗 | 対戦相手                     | 試合結果                                 | 大会名                                                                                      | 開催年月日     |
|      | シャオ・ロン                 |                                          | UFC Fight Night: Walker vs. Zhang                                                           | 2025年8月23日  |
| ○    | A・J・カニングハム           | 3分5R終了 判定3-0                        | UFC Fight Night: Vettori vs. Dolidze 2                                                      | 2025年3月15日  |
| ○    | バーエゴン・ジェライスー     | 5分3R終了 判定3-0                        | UFC Fight Night: Yan vs. Figueiredo                                                         | 2024年11月23日 |
| ○    | ダーエミィスウ・ザウパースー | 5分3R終了 判定2-1                        | Road to UFC: Las Vegas Episode 5                                                            | 2024年8月23日  |
| ○    | 野瀬翔平                     | 5分3R終了 判定3-0                        | Road to UFC Season 3: Shanghai                                                              | 2024年5月19日  |
| －   | キム・ミンウ                 | 3R+延長1R 無効試合（ローブロー）         | Black Combat 10: Night In Seoul                                                             | 2024年1月20日  |
| ×    | ダスタン・アマンゲルディ     | 3R 4:56 TKO（パウンド）                  | NAIZA FC 56 【NFCバンタム級タイトルマッチ】                                                 | 2023年12月21日 |
| ○    | 石司晃一                     | 1R 4:28 TKO（パウンド）                  | DEEP 115 IMPACT〜DEEP vs BLACK COMBAT〜 【DEEP&BLACK COMBATバンタム級ダブルタイトルマッチ】 | 2023年9月18日  |
| －   | キム・ドンギュ               | 4R 2:26 肩固め（体重超過により無効試合） | Black Combat 7 【BLACK COMBATバンタム級王座決定戦】                                         | 2023年7月22日  |
| ○    | イ・ジンセ                   | 5分3R終了 判定3-0                        | Black Combat 4 【BLACK COMBATフェザー級王座決定戦】                                         | 2022年12月31日 |
| ○    | アイディン・コードコフ       | 4R 1:28 肩固め                           | Naiza FC 44 【NFCバンタム級王座決定戦】                                                     | 2022年9月23日  |
| ○    | キム・ジョンギュン           | 5分3R終了 判定3-0                        | Black Combat 2 【BLACK COMBATライト級（キャッチウェイト）王座決定戦】                       | 2022年6月18日  |
| ×    | サルヴァルジョン・ハミドフ   | 5分3R終了 判定0-3                        | UAE Warriors 24                                                                             | 2021年10月29日 |
| ○    | ソ・シンヨン                 | 1R 2:58 腕ひしぎ十字固め                 | Zeus FC 5 【ZFCバンタム級王座決定戦】                                                       | 2020年11月14日 |
| ○    | 大橋悠一                     | 1R 0:13 KO（右ストレート）               | PANCRASE 310                                                                                | 2019年11月10日 |
| ○    | イ・ジンセ                   | 5分3R終了 判定3-0                        | TFC 19                                                                                      | 2018年11月16日 |
| ○    | アン・サンジュ               | 2R 2:19 リアネイキドチョーク             | TFC 18                                                                                      | 2018年5月25日  |
| ○    | キム・スング                 | 1R 3:55 TKO（エルボー）                  | TFC 16                                                                                      | 2017年12月9日  |
| ○    | パク・キョンホ               | 2R 3:57 リアネイキドチョーク             | TFC 15                                                                                      | 2017年7月22日  |
| ○    | ジャン・ヒョヌ               | 1R 4:08 リアネイキドチョーク             | TFC DREAM 3                                                                                 | 2017年6月3日   |
| ×    | チョン・ヒョンアン           | 5分3R終了 判定0-3                        | Top FC 4: Edge of Pride                                                                     | 2014年11月15日 |

## 獲得タイトル
- 第10代DEEPバンタム級王者（2023年）
- BlackCombatバンタム級王者（2023年）
- BlackCombatライト級王者（2022年）
- BlackCombatフェザー級王者（2022年）
- NaizaFCバンタム級王者（2022年）
- ZeusFCバンタム級王者（2020年）

## 参考
- 유짓수tv
- 본주짓수팀 특별 이벤트🏆
- 곰주먹 김정균 vs 유짓수 유수영 블랙컴뱃02